# 费代里科·罗曼
费代里科·罗曼（義大利語：Federico Roman，1952年7月29日—），意大利男子马术运动员。他曾代表意大利参加1976年、1980年和1992年夏季奥林匹克运动会马术比赛，共获得一枚金牌和一枚银牌。